# Paramyzus longirostris
Paramyzus longirostris är en insektsart. Paramyzus longirostris ingår i släktet Paramyzus och familjen långrörsbladlöss. Inga underarter finns listade i Catalogue of Life.